# Le Traité du hasard
Pour plus de détails, voir Fiche technique et Distribution.
Le Traité du hasard est un film français, réalisé et produit par Patrick Mimouni, sorti en 1998.

## Synopsis
À Paris, entre 1995 et 1997, la chronique d’une petite bande d’homosexuels, genre « folles », confrontés à la séropositivité, chacun à sa manière. L’un d’eux va développer la maladie, mais sans y succomber, grâce à l’arrivée des trithérapies,.

## Fiche technique
- Scénario, adaptation, dialogues : Patrick Mimouni
- Image : Florent Montcouquiol
- Son : Rémy Attal, Gérard Rousseau
- Montage : Patrick Mimouni
- Musique : Ika
- Réalisation : Patrick Mimouni
- Direction de production : Anne Singer
- Produit par Les films du Labyrinthe, avec le concours du CNC
- Genre : comédie dramatique
- Lieux, époque : Paris, 1995-1997
- Durée : 1 h 35
- Format : 35 mm couleur - 1.66
- Sortie : 10 juin 1998 à Paris
- Distribué par Pierre Grise Distribution (Maurice Tinchant)
- Affiche du film : Pierre et Gilles
- Visa n° 90 886

## Distribution
- Eliane Pine Carringhton : Lou Rockfeller III
- Nini Crépon : Daisy Belladone
- Laurent Chemda : Julien
- Bruno Anthony de Trigance : Bruno
- Patrick Mimouni : Patrick
- Yvan Fahl : l’amant de Julien
- Lola : Winnie
- Tony Charles : Charlie
- Angelo Lazzara : le locataire de Daisy
- Louis (chanteur) : le fan de Daisy
- avec la participation de Pierre et Gilles et de Pascal Greggory

## Accueil du film
Le Traité du hasard « empoigne un des événements majeurs des années 80 : l'apparition foudroyante du sida et les déréglementations sexuelles, sociales et politiques qui en découlèrent, et en découlent toujours », observe Gérard Lefort dans Libération, « un film dur, mais pas triste pour autant, ou pire, pleurnichard, un film ferme sur ce qui n’a pas de prix.»
Vécu dans le « milieu gay parisien », le sida apparaît comme une catastrophe qu’il importe d’exorciser d’une manière ou d’une autre.
« Cette captation du vécu des pédés d’aujourd’hui est d’une grande force », souligne Olivier Nicklaus dans Les Inrockuptibles. 
Pour Pascal Mérigeau, dans Le Nouvel Observateur, « une grande impression de vérité se dégage de ce film attentif, grave et pourtant plein d’humour. Les interprètes sont remarquables, et si certaines scènes peuvent sembler redondantes, Le Traité du hasard touche toujours juste et souvent fort ». 
« Le Traité du hasard est un film culte en puissance. Patrick Mimouni, metteur en scène, producteur et acteur, y mélange crises existentielles, amour et sida dans un Paris où brillent Eliane Pine Carringhton, Nini Crépon et Laurent Chemda, demi-dieu révélé par Pierre et Cilles », signale Didier Lestrade dans Têtu.
« Tous les personnages sont gays, dans la vie comme à l’écran, c’est ce qui lui donne cette force de témoignage et cette crédibilité qui apporte au film, en retour, sa valeur de chronique d’une époque. »